# La Fronde

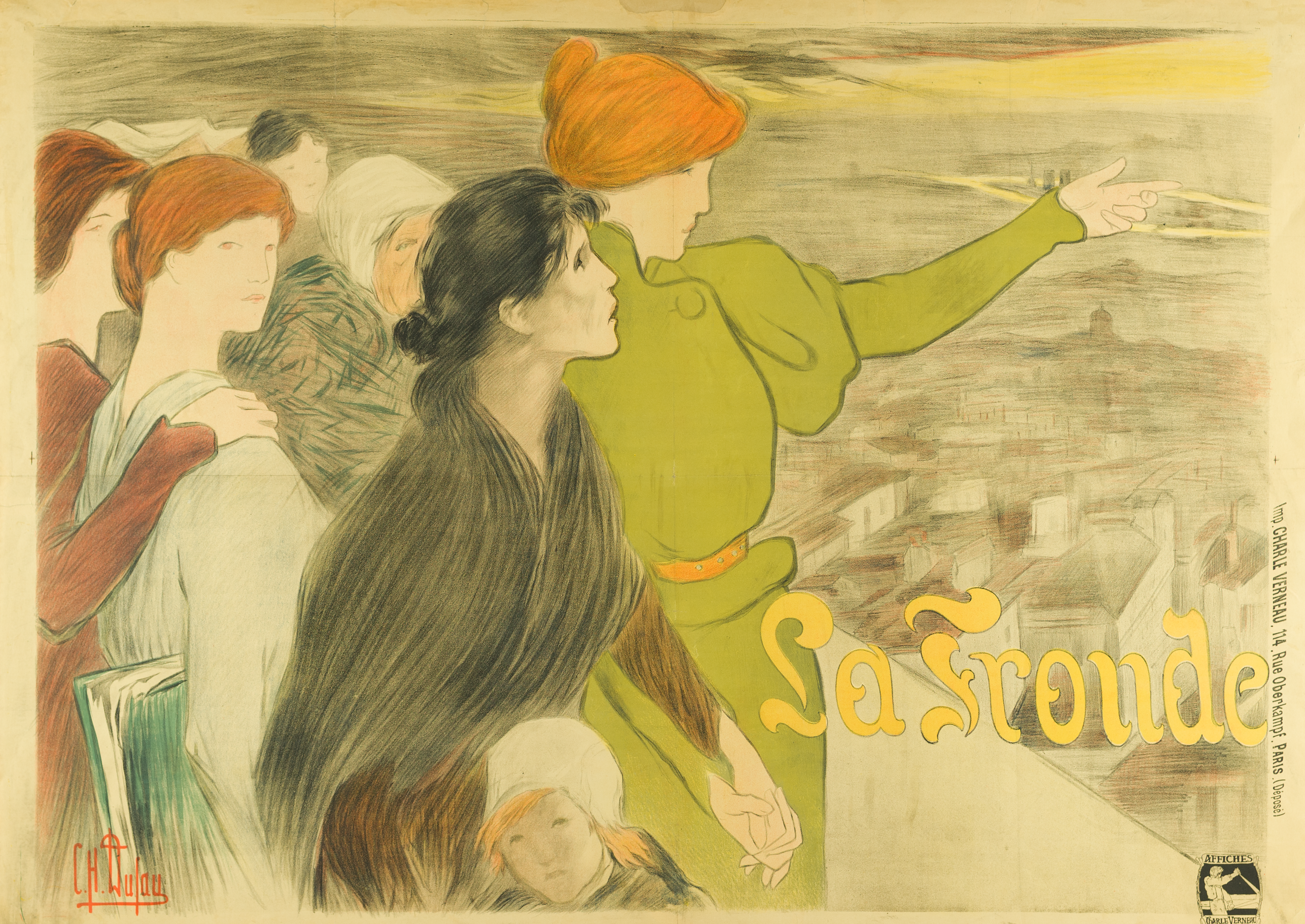
Plakat „La Fronde“ von Clémentine-Hélène Dufau, 1898

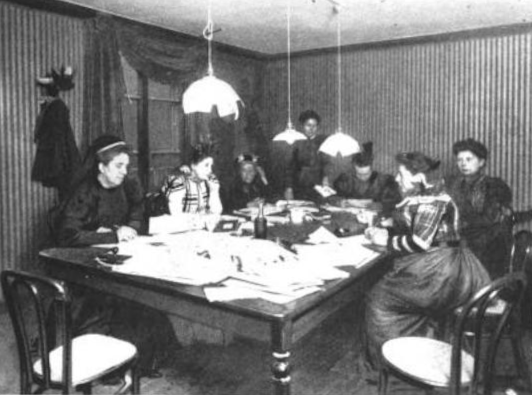
Arbeitsraum für Reporter, La Fronde 1898

La Fronde (die Schleuder) war eine französische Zeitung, die 1897 von Marguerite Durand in Paris gegründet wurde. Sie erschien bis 1903 täglich und bis 1905 monatlich. Im Jahr 1914 wurde sie als Wochenzeitung wieder aufgenommen und erschien von 1929 bis 1930 in unregelmäßigen Abständen. La Fronde war die erste Zeitung in Frankreich, die ausschließlich von Frauen gestaltet und geleitet wurde; sie war die zweite weltweit nach der Zeitung der afroamerikanischen Aktivistin Josephine St. Pierre Ruffin The Woman’s Era.

## Anfänge
1896 wurde Marguerite Durand, Journalistin der Zeitung Le Figaro, zum Internationalen Kongress für die Rechte der Frau nach Paris entsandt. Begeistert von dem, was sie dort hörte, gründete sie 1897 die Tageszeitung La Fronde, die allgemeine, politische und kulturelle Informationen verbreitete. Damit bot sie Rednerinnen eine Plattform, um für die Rechte der Frauen einzutreten. Die erste Nummer erschien am 9. Dezember 1897. Der Aufbau eines theoretischen Fundus und die Zusammenführung der verschiedenen feministischen Strömungen durch die Gründung der Zeitschrift La Fronde verdeutlichten die Ungleichheiten, die bis zum Ende des 19. Jahrhunderts in Frankreich zwischen Männern und Frauen bestanden.
Die Räumlichkeiten der Zeitung befanden sich in der Rue Saint-Georges 14 (9. Arrondissement von Paris). Dort befand sich auch eine Bibliothek, die den Anfang der späteren Bibliothèque Marguerite-Durand bildete.

## Zeitung
Der Name der Zeitung geht auf die Fronde-Rebellion zurück und verweist darauf, dass auch Randgruppen das Recht haben, sich an politischen Debatten zu beteiligen. Weitere Erklärungen finden sich am 11. Dezember 1897 („Absolut eklektische Zeitung, Sprachrohr aller feministischen Parteien“) und am 13. Dezember 1897 („Die Fronde träumt von der Vereinigung aller Frauen, ohne Unterschied der Religion oder der Rasse“ und sie „wird den Kreuzzug der Intelligenz und der Herzen gegen die Feinde der gesamten Menschheit predigen: die Unwissenheit, die Unmenschen, Tierquäler und Kinderschänder hervorbringt; den Alkoholismus, die Brutstätte von Wahnsinnigen und Mördern; die Unversöhnlichkeit, die Märtyrer schafft; den Krieg, der Familien in Trauer versetzt und Städte ruiniert“).
Das Neue an La Fronde war, dass sie nicht nur eine Zeitung für Frauen war, sondern eine Tageszeitung, die ausschließlich von Frauen konzipiert, geschrieben, geleitet, produziert und vertrieben wurde: Journalistinnen, Redakteurinnen, Mitarbeiterinnen, Setzerinnen, Druckerinnen, Hausiererinnen – das gesamte Team war weiblich. Durand wollte damit beweisen, dass Frauen in der von Männern dominierten Welt des Journalismus sehr wohl erfolgreich sein können und dass ein Zeitungsunternehmen auch ohne ihre Unterstützung funktionieren kann. Durch die Einbeziehung von Müttern und berufstätigen Frauen wurde die Einzigartigkeit des so genannten Frauenschicksals in Frage gestellt. La Fronde förderte die Vorstellung, dass Frauen in traditionell männlichen Themen und Bereichen sachkundig und meinungsfreudig waren und kritisierte aktiv phantasievolle Darstellungen von Frauen in der Literatur und in den Medien.
Die Zeitschrift erschien von 1897 bis 1903 täglich mit einem Spitzenwert von 50.000 Lesern, dann monatlich als Beilage der Zeitung L’Action von Oktober 1903 bis März 1905, bevor sie wegen finanzieller Probleme eingestellt wurde. Zwischen dem 17. August und dem 3. September 1914 erschien die Zeitschrift noch einmal für einige Ausgaben, aber der Feminismus, der durch den Ersten Weltkrieg in den Hintergrund gedrängt worden war, blieb auf der Strecke. Durand versuchte die Zeitung von Mai 1926 bis Juli 1928 wiederzubeleben, aber sie hatte ihre ausschließlich weibliche Verankerung verloren und war nur noch das Sprachrohr der Parti républicain-socialiste, der sie sich angeschlossen hatte.
Um ungehindert arbeiten zu können, erwirkte Marguerite Durand für ihre Journalistinnen den Zugang zum Palais Bourbon und zur Börse und für ihre Setzerinnen die Erlaubnis, nachts zu arbeiten. Die Zeitung berichtete ausführlich über ein breites Spektrum feministischer Themen, darunter Jeanne Chauvins Forderung an die französische Regierung, ihr das Recht zu gewähren, als Anwältin zu praktizieren, und Madeleine Pelletiers Argument für ihr Recht, Psychiaterin zu werden. Als Zeichen der Gleichberechtigung gab die Zeitung das aktuelle Datum nach verschiedenen Kalendern an, z. B. nach dem französischen Revolutionskalender, dem jüdischen Kalender und dem gregorianischen Kalender. Die Zeitung engagierte sich für Frauen, die sich für soziale Reformen und Aktivismus außerhalb des Hauses einsetzten, und verlagerte schließlich ihren Schwerpunkt auf Militarismus und Republikanismus sowie auf die Reform des Code civil. Die Wiederbelebung der Zeitschrift war ein Versuch, den französischen Patriotismus des Ersten Weltkriegs wiederzubeleben. Kurz vor ihrer Einstellung hatte die Zeitschrift ihren Schwerpunkt auf den Suffragismus verlagert.

## Mitarbeiterinnen
Die französische Sprachversion enthält unter Tribune (weitgehend unbelegt) eine ausführliche Liste der Mitarbeiterinnen, darunter Jeanne Chauvin, Alexandra David-Néel, Lucie Delarue-Mardrus, Germaine Dulac, Thilda Harlor, Myriam Harry, Dorothea Klumpke, Daniel Lesueur, Paule Mink, Madeleine Pelletier, Nelly Roussel, Clémence Royer, Henriette Sauret,  Séverine, Aline Valette, Renée de Vériane, Maria Vérone und Renée Vivien.

## Film
- Die Hälfte der Welt gehört uns – Als Frauen das Wahlrecht erkämpften